# Chiesa di Santa Maria Assunta e San Gallo
La chiesa di Santa Maria Assunta e San Gallo è il principale luogo di culto cattolico della località di San Gallo frazione di San Giovanni Bianco in provincia e diocesi di Bergamo; fa parte del vicariato di San Giovanni Bianco-Sottochiesa. La chiesa conserva il Polittico di San Gallo opera di Leonardo Boldrini del 1490.

## Storia
La presenza di una chiesa nella località di San Gallo risulta indicata nel sinodo diocesano del 1304 voluto dal vescovo Giovanni da Scanzo, dove viene indicata la presenza di "Bonincontrus presbiter" della chiesa di San Galli. Fu poi inserita nel 1360, nell'ordinanza di Bernabò Visconti "nota ecclesiarum", elenco che indicava i benefici di cui godevano tutte le chiese del territorio di Bergamo per poterne definire i censi da versare alla chiesa di Roma e alla famiglia Visconti di Milano. Dai fascicoli si evince che la chiesa aveva un solo beneficio e dipendeva dalla pieve di Dossena.
La chiesa fu eretta canonicamente a parrocchiale autonoma il 22 aprile 1447, con decreto del vescovo Polidoro Foscari, fu il vescovo Vittore Soranzo a concederene alla vicinia il giuspatronato nel 1532. Con l'istituzione dei nuovi vicariati faranei nel II sinodo diocesano del 1565 in ottemperanza del primo sinodo provinciale del 1564, confermato con il III sinodo del 1574, la chiesa risulta inserita nel vicariato foraneo di Dossena. San Carlo Borromeo arcivescovo di Milano visitò la comunità il 29 settembre 1575. Dagli atti si deduce che la chiesa aveva tre altari e non aveva beneficio ma era governata dai vicini che ne avevano il giuspatronato. Era retta da un rettore mentre un cappellano era proposto alla cappellania di san Gottardo. Vi era la scuola della dottrina cristiana e quella della Vergine Maria. In prossimità della parrocchiale vi era la cappella dedicata a santa Maria indicata nella contrada della Costa.

Dalla relazione della visita pastorale del vescovo san Gregorio Barbarigo del 1659 si deduce che era aggregata alla chiesa di Dossena, vi era un solo parroco e che vi erano le scuole del Santissimo Sacramento, del Rosario, della Concezione della Beata Vergine Maria, era governata dai vicini.
Nel 1666 la chiesa fu inserita nel “Sommario delle chiese di Bergamo”, elenco redatto dal cancelliere della curia vescovile Giovanni Giacomo Marenzi, indicata sempre con l'invocazione dell'Ascensione della Madonna, vi erano tre altari retti dalle scuole del Santissimo Sacramento e del Rosario. Vi erano sussidiari gli oratori di Santa Maria di Nives, nella contrada della Costa, San Francesco e San Rocco. Un solo parroco reggeva il clero e era gestita dai vicini.. 
Il vescovo di Bergamo Giovanni Paolo Dolfin visitò la chiesa il 30 agosto 1770, dagli atti furono completati dalla relazione dell'allora parroco che indicava l'intitolazione della chiesa all'Annunciazione della Beata Vergine Maria e di San Gallo. Vi erano quattro altari retti dalle relative confraternite.
Nel 1861, quando risulta essere inserita nel vicariato di San Giovanni Bianco, la chiesa non rispondeva più alle necessità della comunità e si decise la costruzione di un nuovo edificio su progetto dell'architetto Girolamo Salvatore Luchini. La chiesa necessitò di lavori di mantenimento per garantire la stabilità della nuova cupola. Negli ultimi anni del XIX secolo la chiesa fu oggetto di lavori di ampliamento su progetto di Elia Fornoni. La nuova chiesa fu consacrata nel 1897 dal vescovo di Bergamo Gaetano Camillo Guindani che la intitolò a Santa Maria Assunta. Il nuovo altare maggiore fu consacrato dal vescovo Giacomo Radini-Tedeschi. Nel 1932 furono rifatte le facciate ma la chiesa continuava a dare problemi di stabilità e nel 1961 fu demolita la parte che era stata aggiunta all'inizio del secolo e fu edificata la nuova facciata.
Con il decreto vescovile del 27 maggio 1979 del vescovo Giulio Oggioni, la chiesa fu inserita nel vicariato locale di San Giovanni Bianco-Sottochiesa.

## Descrizione

### Esterno
L'edificio ha l'abside rivolta a sud est e presenta una facciata intonacata divisa su due ordini e tripartita da lesene. Il portare posto centralmente ha il contorno in pietra artificiale. L'ordine superiore diviso sempre da lesene ha un'apertura rettangolare centrale atta a illuminare l'aula. Il frontone termina con il timpano triangolare culminate con una croce ferrea.

### Interno
L'interno a unica navata presenta quattro pilastri che reggono le arcate dove s'imposta la tazza circolare della cupola. 
Nella prima campata a sinistra e a destra sono posti i confessionali. Nella seconda campata a sinistra si conserva il polittico quattrocentesco raffigurante l'Annunciazione e l'Incoronazione di Maria, opera di Leonardo Boldrini, mentre a destra vi è l'altare dedicato alla Madonna Assunta. 
La zona presbiteriale è rialzata da tre gradini e anticipata l'arco trionfale e di misure inferiori rispetto all'aula. La parte termina con il coro absidato con volta a catino.
La chiesa conserva il dipinto della Visitazione di Carlo Ceresa del Seicento e gli affreschi di Giovanni Brighenti.